# Eois insolens
Eois insolens là một loài bướm đêm trong họ Geometridae.